# کاکچیرا
کاکچیرا (به لاتین: Kakchira) یک منطقهٔ مسکونی در بنگلادش است که در ناحیه برگونه واقع شده‌است.